# 巴希尔·扎哈罗夫
巴希尔·扎哈罗夫（希臘語：Βασίλειος Ζαχάρωφ；1849年10月6日—1936年11月27日），本名巴西里奥斯·扎哈利亚斯（希臘語：Βασίλειος Ζαχαρίου），希腊人，出生在奥斯曼土耳其，是一战前后赚取暴利的军火商人，被称为“死亡商人”或“战争之王”。